# Folkrepubliken Kampuchea
Folkrepubliken Kampuchea (Khmer: សាធារណរដ្ឋប្រជាមានិតកម្ពុជា. Sathéaranakrâth Pracheameanit Kâmpŭchéa) var namnet på den kambodjanska staten 1979-1989. Folkrepubliken Kampuchea var en socialistisk enpartistat och upprättades med stöd från Vietnam och Sovjetunionen efter att Röda khmererna störtats från makten i januari 1979 i det kambodjansk-vietnamesiska kriget och leddes av vänsterpolitiker som motsatt sig Röda khmerernas styre.  
Folkrepubliken Kampuchea erkändes dock aldrig som Kambodjas lagliga regering vare sig av Förenta nationerna eller av större delar av västvärlden som istället erkände Demokratiska Kampucheas koalitionsregering, en exilregering i vilken bland annat Röda khmererna och Norodom Sihanouk ingick men som hade liten reell makt i landet. Därmed kom Demokratiska Kampucheas koalitionsregering att representera Kambodja i bland annat FN samt i en rad andra internationella sammanhang fram till 1992. Detta medförde att Folkrepubliken Kampuchea, som de facto kontrollerade landet, kom att bli mycket isolerad och i praktiken endast ha regelrätta diplomatiska förbindelser med Vietnam och i viss mån även Laos och Sovjetunionen. Vietnam kom att ha en stor militärnärvaro i landet och ha starkt inflytande över dess politik under hela Folkrepubliken Kampucheas existens, som präglades av ett mycket repressivt styre och ett förödande  gerillakrig mot Röda Khmererna.
År 1989 bytte landet officiellt namn till Staten Kambodja i ett försök att dämpa den socialistiska framtoningen och vinna ökat internationellt erkännande, Vietnam drog även tillbaka sina trupper från landet. Landet förblev dock isolerat fram till upprättandet av FN:s övergångsmyndighet i Kambodja år 1992.